# Patata degli Altipiani d'Abruzzo
La patata degli Altopiani d'Abruzzo è una varietà di patata tipica dell'Abruzzo e riconosciuta come facente parte dei prodotti agroalimentari tradizionali (PAT). Fa parte dei Prodotti agroalimentari tradizionali abruzzesi.
Viene coltivata in provincia dell'Aquila ed in particolare negli altipiani di Navelli e delle Rocche oltre che in tutta la valle dell'Aterno e nella piana del Fucino; quest'ultima, conosciuta come patata del Fucino è dotata di marchio IGP.

## Descrizione
La coltivazione della patata nell'Abruzzo interno è antichissima e concentrata in provincia dell'Aquila nei comuni di Montereale e Capitignano, nell'alta valle dell'Aterno, di Barisciano, Caporciano, Civitaretenga e Navelli, nell'omonima piana, di Ovindoli e Rocca di Mezzo, nell'altopiano delle Rocche, e di Canistro nella Valle Roveto.
Più recentemente, in seguito al prosciugamento del lago Fucino, la produzione di patata ha abbracciato anche l'area della Marsica, dove è nota come Patata del Fucino.

## Caratteristiche
Di forma tondo-ovale, regolare, le patate presentano un colore della pasta da giallo chiaro a giallo ed una buccia dal colore prevalentemente chiara o rossa. Quest'ultima varietà, detta patata turchesa o patata viola, è tipica della zona di Montereale.
Delle varietà prevalentemente coltivate (Agria, Sirco e Agata), l'Agria è utilizzata in prevalenza dato che si è dimostrata particolarmente adatta alle caratteristiche del terreno della zona, assicurando elevate produzioni.

## Utilizzi
- Pane di patate;
- Impasti;
- Fritture;
- Cottura in forno;
- Preparazione di tortini e umidi;
- Bollite, pelate e schiacciate per gnocchi, ecc.